# Мерск
АП „Мьолер-Мерск Групен“ (на датски: A.P. Møller – Mærsk Gruppen, съкр. APMM), по-известен само като „Мерск“, е бизнес конгломерат със седалище в Копенхаген.
Освен с основната си дейност спедиция и транспорт, компанията работи и в областта на добива и преноса на енергийни ресурси, банкирането и търговията. Има 110 хиляди служители и подразделения в над 130 страни по целия свят. В класацията за най-големи компании на Форчън Глобал 500 е на 131-во място за 2008 г.
Основана е през 1904 г. от капитан Петер Мерск-Мьолер. По време на Втората световна война флотът на компанията обслужва американските войски. Повече от половината кораби на компанията са потопени по онова време.
„Мерск“ е най-големият превозвач на контейнери в света. Флотът наброява над 600 собствени и наети контейнеровоза, 7 супертанкера (с водоизместимост над 300 хил.т.), други 40 танкера и пр. Конгломератът е собственик и на 40 контейнерни терминала по цял свят, верига супермаркети, пощенска компания и др. Чистата печалба за 2008 г. надминава 3,5 млрд. щатски долара.

## Известни контейнеровози
- „Ема Мерск“ – един от най-големите контейнеровози в света с капацитет за 13 500 контейнера; построен е през 2006 г.
- „Мерск Алабама“ – построен е 1998 г. На 7 април 2009 г. сомалийски пирати отвличат кораба за пръв път.